# شاهان بربریان
شاهان راتوسی بربریان (ارمنی: Շահան Ռեթեոսի Պէրպէրեան؛ ۱ ژانویهٔ ۱۸۹۱ – ۹ اکتبر ۱۹۵۶) فیلسوف، آهنگساز، آموزگار، روان‌شناس، زیبایی‌شناس، سخنران عمومی و پدیدآور ارمنی‌تبار اهل ترکیه بود. وی در مدرسه بربریان تحصیل نمود و از دانشگاه پاریس فارغ‌التحصیل شد.

## زندگی‌نامه
وی در ۱ ژانویهٔ ۱۸۹۱ در به کنستانتینوپل دنیا آمد . وی در ۹ اکتبر ۱۹۵۶ در سن ۶۵ سالگی در پاریس درگذشت.